# Zimní paralympijské hry 2026
Zimní paralympijské hry 2026, oficiálně XIV. zimní paralympijské hry (italsky XIV Giochi paralimpici invernali), se budou konat v italském Miláně a Cortině d'Ampezzo. Slavnostní zahájení proběhne 6. března 2026, ukončení se pak uskuteční 15. března 2026.
V Itálii se uskuteční zimní paralympiáda již podruhé. První proběhly v roce 2006 v Turíně.

## Volba pořadatele
Města, která chtěla hostit Zimní olympijské hry 2026, musela do 31. března 2018 podat kandidaturu. Kandidaturu podaly Milán a Cortina d'Ampezzo, Stockholm, Calgary, Erzurum, Sapporo, Štýrský Hradec a Sion. Dne 10. června 2018 Sion od nabídky upustil, protože 53,96% voličů v referendu odmítlo slíbit finanční podporu pro hry. Dne 6. července 2018 Štýrský Hradec nabídku stáhl kvůli nedostatku podpory ze strany zemské vlády. Dne 13. září 2018 Sapporo oznámilo, že obrátí svou pozornost na nabídku pořádání olympiády v roce 2030 a nebude žádat o pořádání her v roce 2026. Toto rozhodnutí bylo učiněno v důsledku toho, že se hry konaly před tím dvakrát v Asii. Dne 4. října 2018 Erzurum stáhl svou nabídku hostit hry z důvodu nedostatku dopravy, telekomunikací a letišť. Dne 13. listopadu 2018 se konalo v Calgary referendum, kde 56% voličů odmítli pokračovat v olympijské nabídky, a proto městská rada hlasovala 19. listopadu pro stažení olympijské nabídky. Dne 11. ledna 2019 bylo při předkládání nabídkové knihy zveřejněno, že Stockholm podal společnou nabídku s městem Åre.
Členové výboru pak 24. června 2019 na 134. zasedání MOV v Lausanne zvolili pořadatelem Milán a Cortina d'Ampezzo v Itálii. Hostitelské město mělo být původně vybráno 11. září 2019 na 134. zasedání IOC v Miláně, nicméně pravidla MOV vyžadovala aby volby byly přesunuty do jiného umístění poté, co Milán podal nabídku pro zimní olympiádu 2026.
| Město                     | Stát    | 1. kolo |
| Milán a Cortina d'Ampezzo | Itálie  | 47      |
| Stockholm a Åre           | Švédsko | 34      |

## Olympijská sportoviště

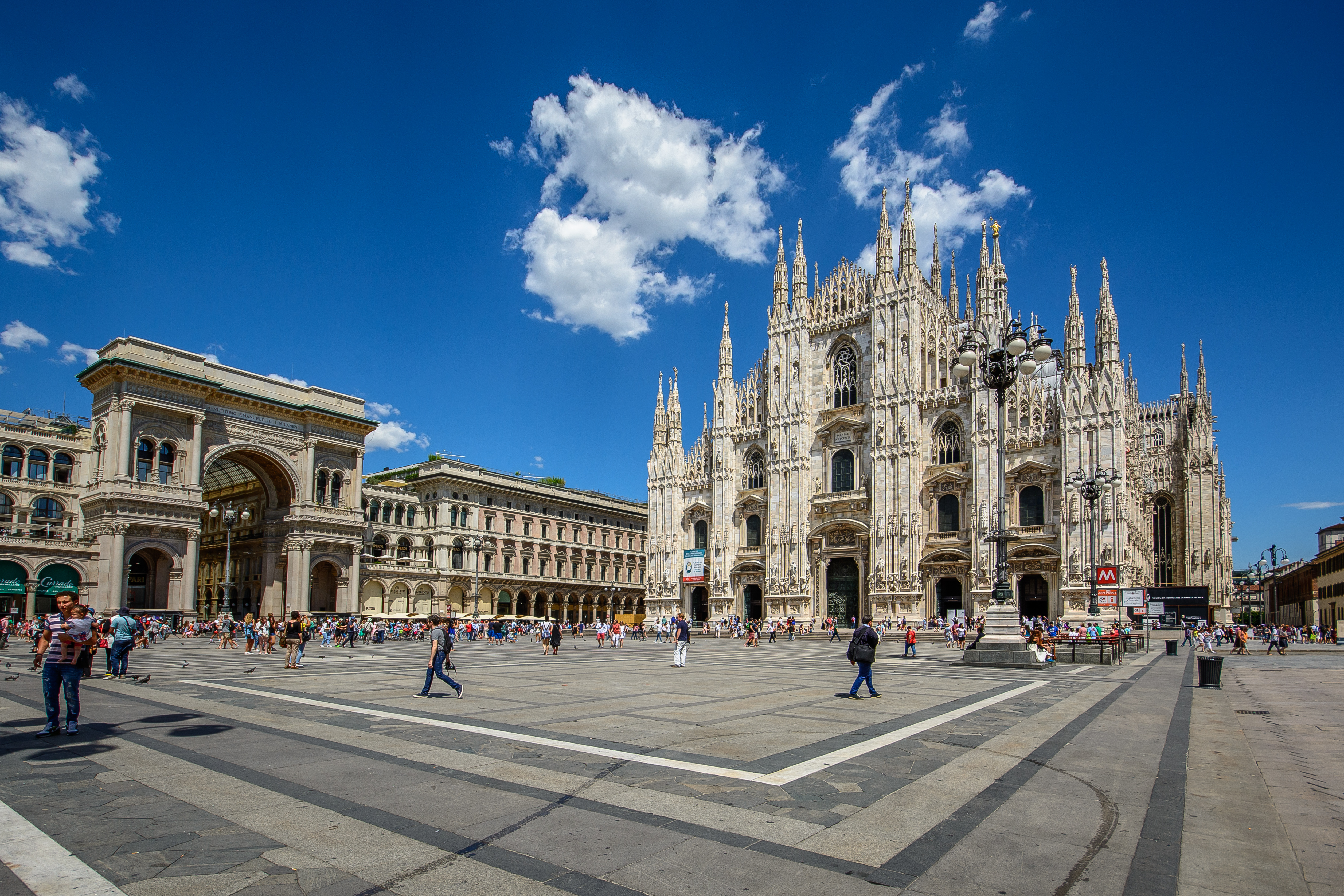
Piazza del Duomo

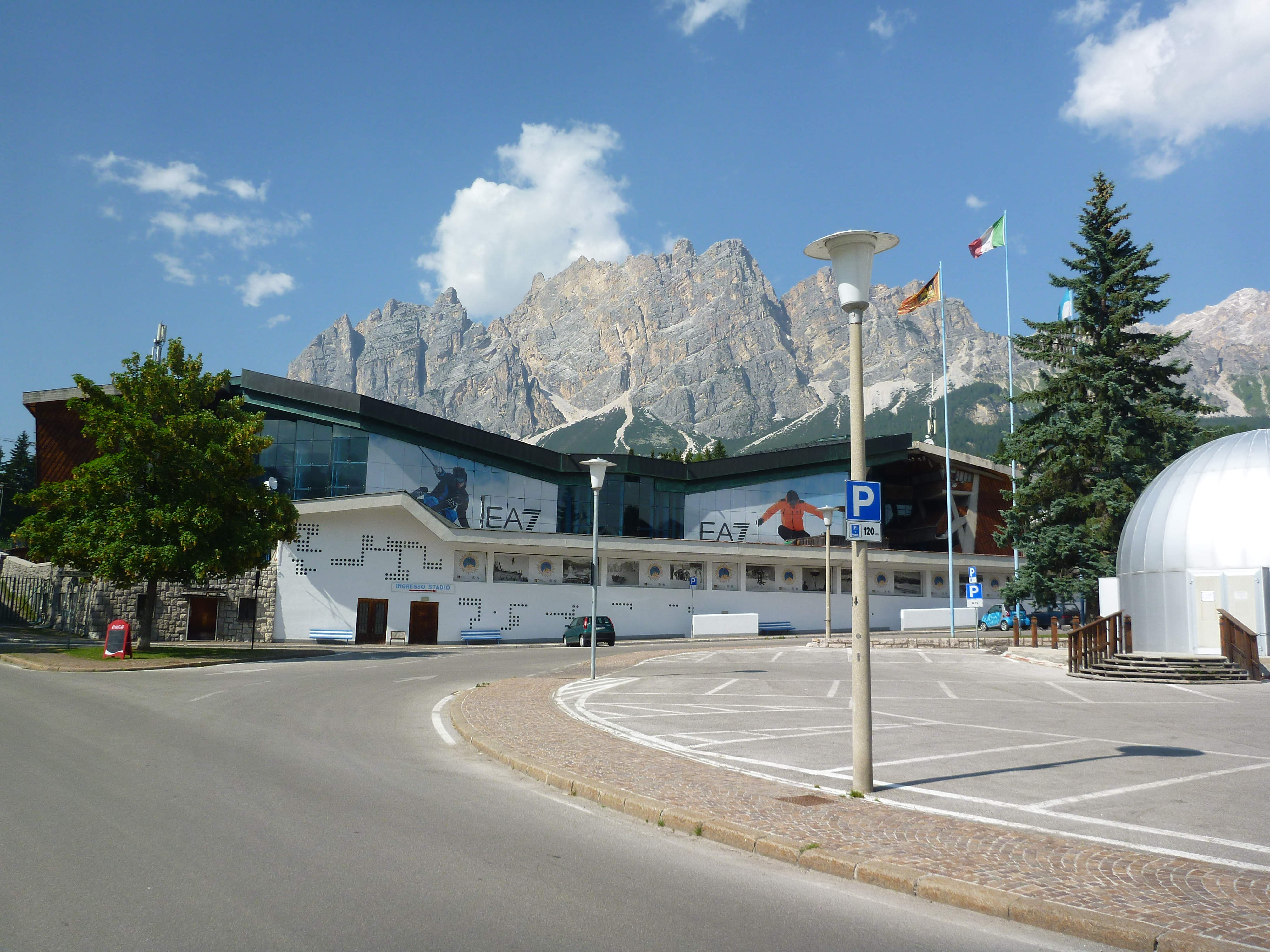
Stadio Olimpico Del Ghiaccio

### Milán
- PalaItalia Santa Giulia (slavností zahájení ZPH 2026)
- PalaLido (Sledge hokej)
- Piazza del Duomo (slavností zakončení ZPH 2026)

#### Valtellina
- Azzurri d'Italia Stadium, Valdidentro (biatlon, severská kombinace)

### Cortina d'Ampezzo
- Olimpia delle Tofane slope (alpské lyžování, snowboarding)
- Stadio olimpico del ghiaccio (curling)

## Soutěže
Na XIV. Zimních paralympijských hrách se bude soutěžit v celkem 6 sportovních odvětvích.

### Sportovní odvětví
| - Alpské lyžování - Biatlon - Curling (vozíčkáři) - Severské lyžování - Sledge hokej - Snowboarding |